# 賈太初
賈太初（？—1641年），字仲贲，河间府河间县人，明末官員。崇禎十年進士。

## 生平
崇祯三年（1630年）庚午科順天鄉試第五十四名舉人，崇祯十年（1637年）丁丑科會試第一百五十六名，廷試三甲五十八名進士。户部观政，本年六月授陜西富平知县，十三年调繁襄阳县，丁憂家居。崇祯十五年清军破关，侵入京畿各地，河间府被攻破，賈太初殉难。其女年十三，抗節不受辱，与父同死。

## 家族
曾祖賈仲维，廪生；祖賈朝现，增生，授儒官；父賈允言，庠生。